# Brandon Carnes
Brandon Carnes, né le 6 mars 1995, est un athlète américain spécialiste des épreuves de sprint.

## Biographie
Il remporte deux médailles lors des championnats d'Amérique du Nord, d'Amérique centrale et des Caraïbes d'athlétisme 2022 : le bronze sur 100 m et l'or au titre du relais 4 × 100 m.
Quatrième du 100 mètres des championnats des États-Unis 2023, il participe au relais 4 × 100 m des championnats du monde se déroulant à Budapest. Sélectionné à la place de Cravont Charleston, champion des États-Unis mais éliminé dès les séries, il remporte la médaille d'or en compagnie de Christian Coleman, Fred Kerley et Noah Lyles, dans le temps de 37 s 38.

## Palmarès
| Date | Compétition           | Lieu     | Résultat | Épreuve   | Temps   |
| ---- | --------------------- | -------- | -------- | --------- | ------- |
| 2022 | Championnats NACAC    | Freeport | 3e       | 100 m     | 10 s 12 |
| 2022 | Championnats NACAC    | Freeport | 1er      | 4 × 100 m | 38 s 29 |
| 2023 | Championnats du monde | Budapest | 1er      | 4 × 100 m | 37 s 38 |

## Records
| Épreuve | Temps   | Vent | Lieu  | Date        |
| ------- | ------- | ---- | ----- | ----------- |
| 100 m   | 10 s 02 | -0,2 | Ponce | 12 mai 2022 |